# Суйда (селище)
Суйда (рос. Суйда) — селище у Гатчинському районі Ленінградської області Російської Федерації.
Населення становить 1123 особи. Належить до муніципального утворення Кобринське сільське поселення.

## Географія
Населений пункт розташований на південній околиці міста Санкт-Петербурга.

## Історія
Згідно із законом від 16 грудня 2004 року № 113—оз належить до муніципального утворення Кобринське сільське поселення.

## Населення
| 1862 | 1997  | 2007  | 2010  | 2014  | 2017  |
| ---- | ----- | ----- | ----- | ----- | ----- |
| 11   | ↗1073 | ↘1064 | ↘1061 | ↗1185 | ↘1123 |